# 谷田貝豊彦
谷田貝 豊彦（やたがい とよひこ、1946年(昭和21年) - ）は、日本の物理工学研究者、筑波大学名誉教授、宇都宮大学オプティクス教育研究センター長、教授。専門は応用光学。栃木県出身。

## 略歴
- 1965年-栃木県立栃木高等学校　卒業
- 1969年 - 東京大学工学部物理工学科　卒業
- 1970年 - 理化学研究所 　研究員
- 1980年 - 工学博士（東京大学） 論文の題は「計算機ホログラムの実用化に関する研究 」[1]。
- 1983年 - 筑波大学物理工学系助教授
- 1993年 - 筑波大学物理工学系教授
- 2002年 - 筑波大学産学リエゾン共同研究センター　センター長(兼任)
- 2006年 - 筑波大学大学院　数理物質科学研究科　副研究科長、電子・物理工学専攻　専攻長、物理工学系　学系長(兼任)
- 2007年 - 宇都宮大学オプティクス教育研究センター長、教授
- 2007年 - 筑波大学名誉教授

## 著書
- 『光とフーリエ変換 (光学ライブラリー)』（朝倉書店、2012年） ISBN 4254137346
- 『応用光学―光計測入門』（丸善、2005年） ISBN 4621075306
- 『例題で学ぶ光学入門』